# Love Me Harder
Love Me Harder ist ein Lied der US-amerikanischen Sängerin Ariana Grande und des kanadischen Musikers The Weeknd, das auf Grandes zweitem Studioalbum My Everything erschienen ist. Das Stück wurde von Max Martin, Savan Kotecha, Peter Svensson, Ali Payami, Belly und The Weeknd geschrieben und von Payami, Svensson und Peter Carlsson produziert. Es wurde am 30. September 2014 von Republic Records als vierte Singleauskopplung veröffentlicht.
Love Me Harder erhielt vor allem positive Kritik, Kritiker lobten den dunklen Klang, Grandes Stimme und die Paarung der beiden Interpreten Ariana Grande und The Weeknd. Der Titel erreichte Platz 7 der Billboard Hot 100, damit ist es Grandes fünfte Top-Ten-Platzierung und die vierte ihres Albums My Everything. Es ist außerdem ihre vierte Top-Ten-Platzierung 2014, damit hat sie die meisten Top-Ten-Platzierungen des Jahres. Der Titel ist The Weeknds erste Platzierung unter den besten 40 der US-Singlecharts.

## Hintergrund

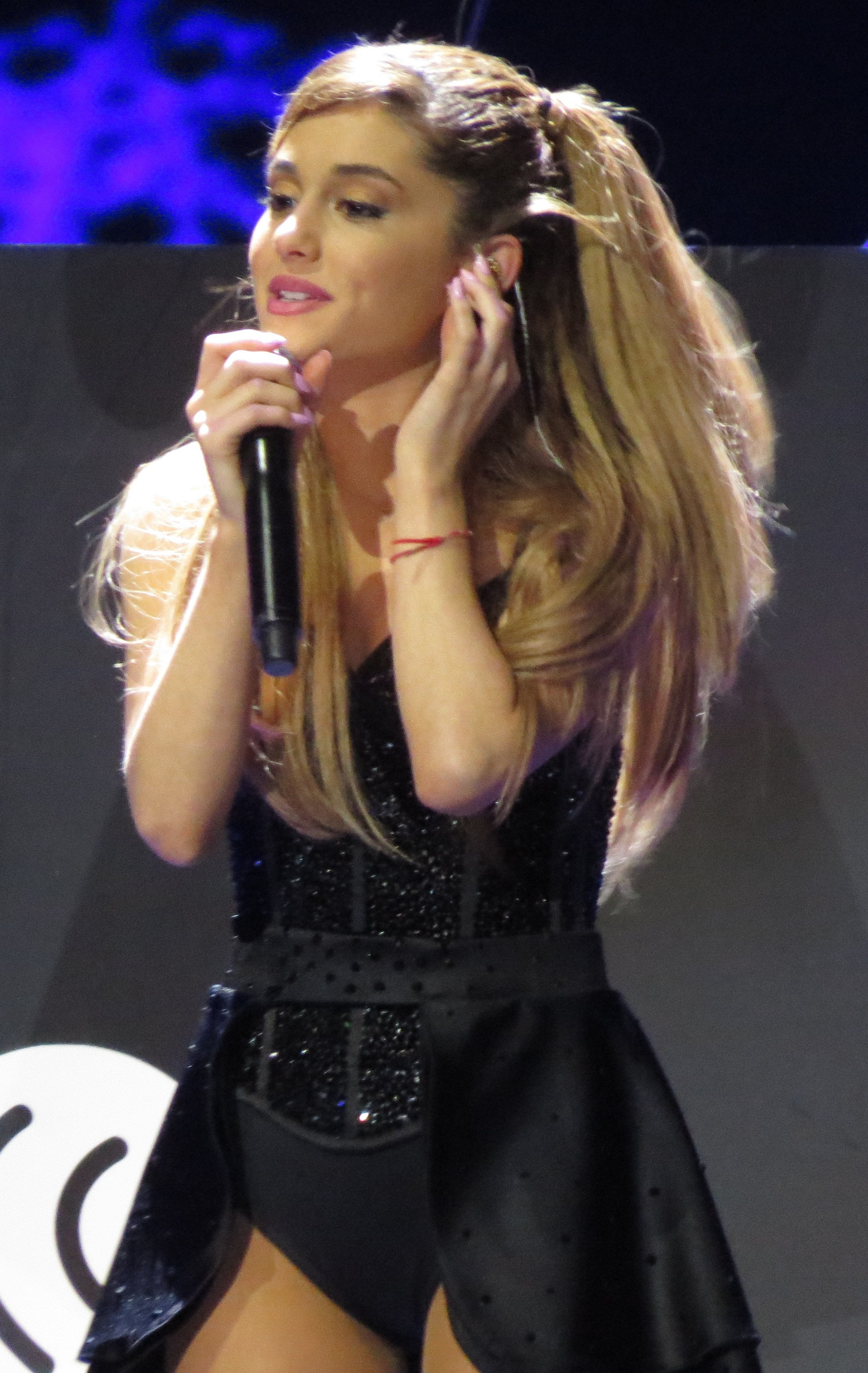
Ariana Grande (2013)

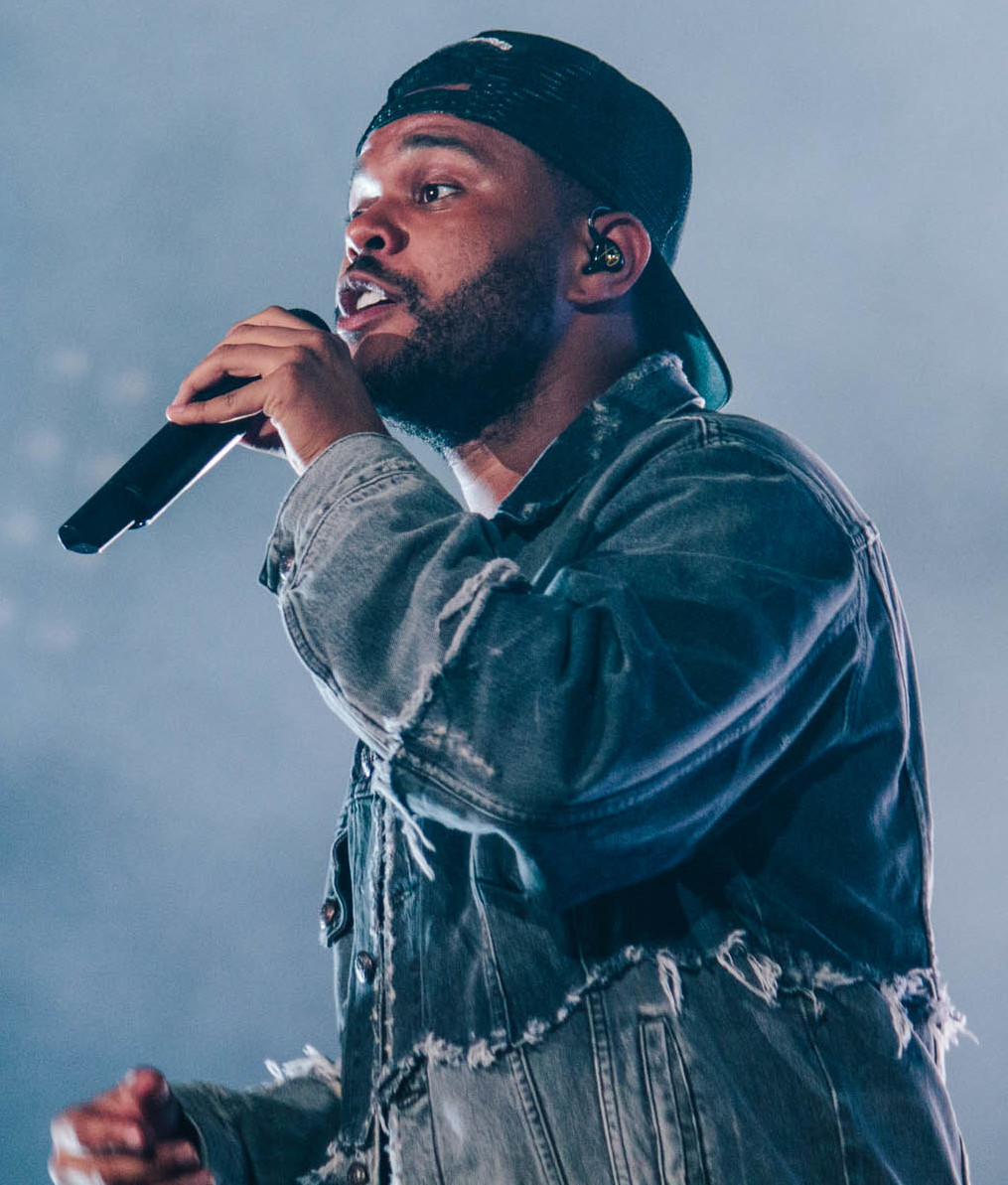
The Weeknd (2018)

Die Initiative zur Zusammenarbeit von Grande und The Weeknd ging von ihrem gemeinsamen Label Republic Records aus. Beide veröffentlichten 2013 ihre Debütalben. In einem Interview mit dem Magazin Billboard sagte Charlie Walk, der Executive Vice President von Republic Records: „The Weeknd wird so positioniert, dass er der beste neue Künstler 2014 ist. Er ist der Mann.“ Im Oktober 2014 gab er zu, dass die Zusammenarbeit Teil des Plans war, The Weeknd bekannter zu machen. Er sagte: „Es ist kein Versehen, dass The Weeknd am neuen Ariana-Titel beteiligt ist. Das ist strategisch, weil er dabei ist, sich mit seiner eigenen Platte hochzupuschen.“

## Liveauftritte
Der erste Live-Auftritt fand am 27. September 2014 bei der Premiere der 40. Staffel von Saturday Night Live statt. Einen weiteren Auftritt hatten Grande und The Weeknd am 23. November 2014 bei den American Music Awards.

## Musikvideo
Am 1. Oktober 2014 gab Grande bekannt, dass sie am Musikvideo für Love Me Harder arbeitete. Außerdem veröffentlichte ihr Manager Scooter Braun auf Instagram ein Bild vom Set. An den folgenden Tagen zeigte auch Grande Fotos von dem Videodreh der Öffentlichkeit. Regie führte Hannah Lux Davis, die bereits bei dem Musikvideo zu der Single Bang Bang als Regisseurin tätig war. Bang Bang wurde von Jessie J, Ariana Grande und Nicki Minaj gesungen. 
Das Lyric-Video erschien am 18. Oktober 2014, am 28. Oktober außerdem ein Video mit Blick hinter die Kulissen.
Am 3. November 2014 wurde das offizielle Musikvideo veröffentlicht.

## Beteiligte Personen
Stimme
- Vordergrundstimme – Ariana Grande, The Weeknd
- Hintergrundstimme – Sibel, Max Martin[19]

Weitere Personen
- Autoren – Max Martin, Savan Kotecha, Peter Svensson, Ali Payami, Abel Tesfaye, Ahmad Balshe
- Produzenten – Ali Payami, Peter Svensson
- Stimmproduzent – Peter Carlsson
- Entwicklung – Sam Holland, Eric Weaver, Jason “Daheala” Quenneville, Cory Brice
- Mischen – Serban Ghenea
- Ingenieur für das Mischen – John Hanes
- Mastering – Tom Coyne, Aya Merrill
- Programmierung – Ali Payami
- Bass, Keyboard, Schlagzeug und Percussion – Ali Payami
- Gitarre – Niklas Ljungfelt
- Saxophon – Peter Zimney[19]

## Kritiken
Das Lied erhielt überwiegend positive Kritik. Mikael Wood von der LA Times schrieb, dass Love Me Harder ein „dunkleres (und mehr entwickeltes) R&B-Stück [ist] als man vielleicht von einer 21-jährigen Sängerin erwartet, die einst für ihren endlosen Vorrat an Pastell-Prinzessinnenkleidern bekannt war.“ Er schrieb außerdem, dass das Lied Erwachsenenthemen beinhalte und „voller doppelter Zweideutigkeiten über einfachen Sex [ist]; es gibt auch eine einfache Zweideutigkeit -- geliefert von ihrem zuverlässigen gruseligen Duettpartner, the Weekend -- über das Fühlen des ‚Drucks zwischen deinen Hüften.‘“ Jason Lipshutz von Billboard findet die Zusammenarbeit von Grande und The Weeknd sinnvoll, auch wenn beide völlig unterschiedlich seien. Des Weiteren sagte er, dass das „führende Gitarrenriff im Refrain köstlicher 80er Käse ist und the Weeknds ultra-glaubwürdiges Summen gut funktioniert, während es als Rückruf für Grandes Bedarf nach romantischer Befriedigung dient.“ The Guardian schrieb, dass die „gesättigte Stimmung mit mittlerem Tempo“ das Stück auszeichnet.

## Kommerzieller Erfolg
| ChartsChartplatzierungen       | Höchstplatzierung | Wochen |
| ------------------------------ | ----------------- | ------ |
| Deutschland (GfK)              | 35 (21 Wo.)       | 21     |
| Kanada (MC)                    | 8 (14 Wo.)        | 14     |
| Österreich (Ö3)                | 29 (11 Wo.)       | 11     |
| Schweiz (IFPI)                 | 40 (21 Wo.)       | 21     |
| Vereinigte Staaten (Billboard) | 7 (22 Wo.)        | 22     |
| Vereinigtes Königreich (OCC)   | 48 (17 Wo.)       | 17     |

| ChartsJahrescharts (2015)      | Platzierung |
| ------------------------------ | ----------- |
| Vereinigte Staaten (Billboard) | 56          |

### Auszeichnungen für Musikverkäufe
Love Me Harder wurde weltweit mit vier Goldenen, 22 Platin-, sowie einer Diamantene Schallplatte ausgezeichnet. Den Schallplattenauszeichnungen zufolge wurde das Single somit bisher über 7,1 Millionen Mal verkauft.

| Land/Region                  | Auszeichnungen für Musikverkäufe (Land/Region, Auszeichnung, Verkäufe) | Verkäufe  |
| ---------------------------- | ---------------------------------------------------------------------- | --------- |
| Australien (ARIA)            | 4× Platin                                                              | 280.000   |
| Brasilien (PMB)              | Diamant                                                                | 250.000   |
| Dänemark (IFPI)              | Platin                                                                 | 60.000    |
| Deutschland (BVMI)           | Gold                                                                   | 200.000   |
| Italien (FIMI)               | Platin                                                                 | 30.000    |
| Kanada (MC)                  | 4× Platin                                                              | 320.000   |
| Neuseeland (RMNZ)            | 2× Platin                                                              | 60.000    |
| Norwegen (IFPI)              | 2× Platin                                                              | 120.000   |
| Österreich (IFPI)            | Gold                                                                   | 15.000    |
| Portugal (AFP)               | Gold                                                                   | 5.000     |
| Schweden (IFPI)              | 2× Platin                                                              | 160.000   |
| Spanien (Promusicae)         | Gold                                                                   | 20.000    |
| Vereinigte Staaten (RIAA)    | 5× Platin                                                              | 5.000.000 |
| Vereinigtes Königreich (BPI) | Platin                                                                 | 600.000   |
| Insgesamt                    | 4× Gold · 22× Platin · 1× Diamant ·                                    | 7.120.000 |

Hauptartikel: Ariana Grande/Auszeichnungen für Musikverkäufe